# Hoge cyperzegge
De hoge cyperzegge of cyperzegge (Carex pseudocyperus) is een overblijvend kruid dat behoort tot de cypergrassenfamilie (Cyperaceae). De soort staat op de Nederlandse Rode lijst van planten als algemeen voorkomend en stabiel of toegenomen. De plant komt van nature voor in Europa, Midden- en West-Azië, Japan, Noordwest-Afrika, Noord-Amerika en Nieuw-Zeeland. Het aantal chromosomen is 2n = 66.
De plant wordt 50-100 cm hoog en vormt losse pollen. De scherp driekantige, glanzig lichtgroene en bij het ouder worden goudgroene stengels zijn tot 3 mm dik en tot beneden aan toe zeer ruw. De midden- tot donkergroene bladeren zijn 4-13 mm breed en versmallen in een 3-kantige top. Het tongetje is langer dan breed. Door de dwarsnerven lijkt het blad rechthoekignervig en niet zoals gewoonlijk bij cypergrassen netnervig. De onderste bladscheden zijn beige tot bruinroze.
Hoge cyperzegge bloeit in mei en juni. De bloeiwijze is 4-15 cm lang en heeft alleen aan het eind een, soms een kleiner tweede, mannelijke aar met daaronder de vrouwelijke aren. De drie tot vijf vrouwelijke aren zijn 3-7 cm lang en 1 cm breed en gaan hangen. Vooral de onderste aren hebben een lange steel. De 12-55 cm lange schutbladen zijn veel langer dan de bloeiwijze en hebben ongeveer 10 mm lange bladscheden. De vrouwelijke bloemen hebben drie stempels. De kafjes zijn lang toegespitst. Het toegespitste deel van het kafje is ten minste 2 mm lang. Het 4,5-5,5 mm lange en 1 mm brede, duidelijk generfde, geelgroene, kale urntje heeft een 1,2-2,2 mm lange, diep tweetandige snavel. Het urntje is een soort schutblaadje dat geheel om de vrucht zit.
De vrucht is een driekantig, lichtbruin nootje.
Hoge cyperzegge komt voor op drijftillen, langs het water, in moerasbossen en kleigroeven.

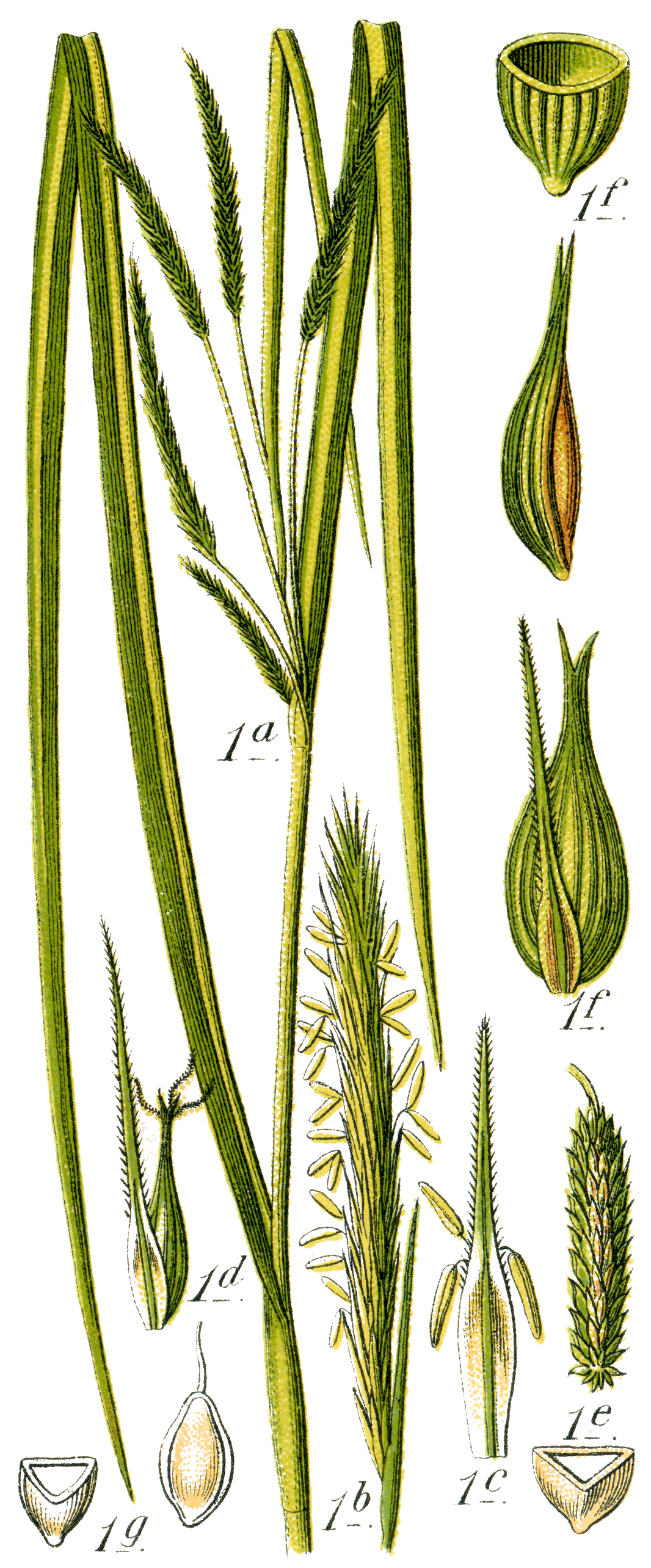
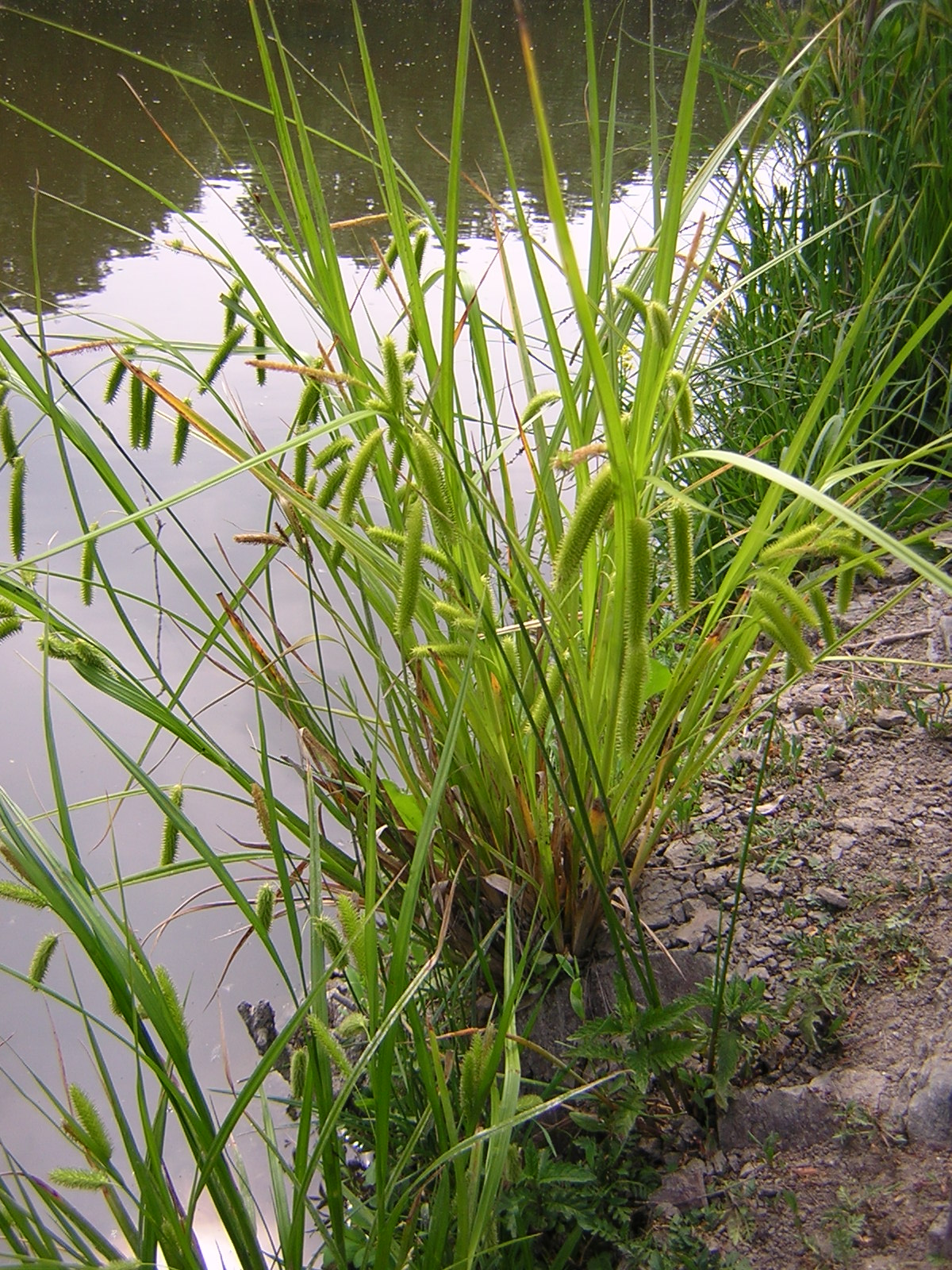
Plant
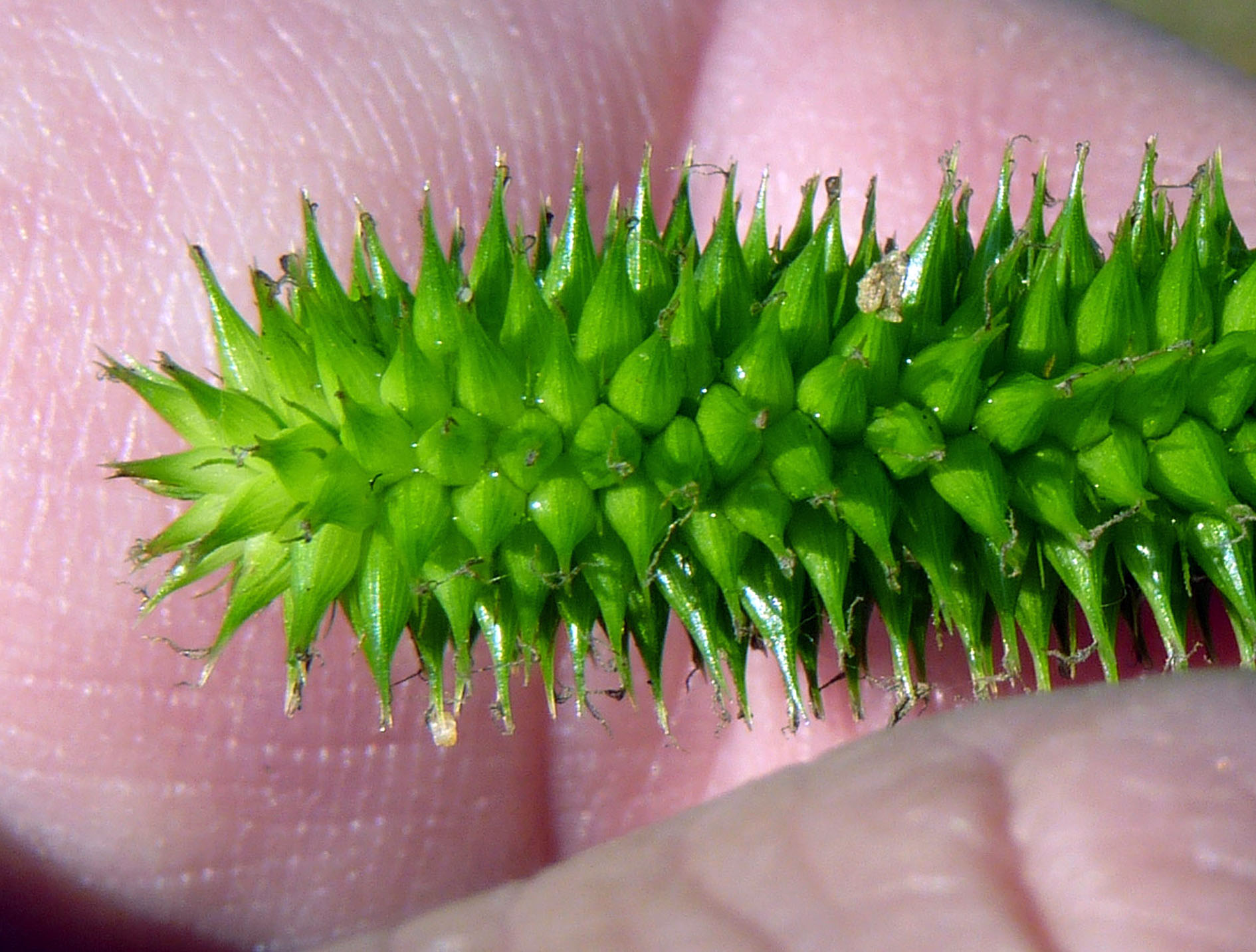
Urntjes